# Neil Ritchie (Radsportler)
Neil Ritchie (* 21. Oktober 1933 in Auckland; † 7. Dezember 2017 ebenda) war ein neuseeländischer Radrennfahrer.

## Sportliche Laufbahn
Ritchie war im Bahnradsport und im Straßenradsport aktiv. Er war Teilnehmer der Olympischen Sommerspiele 1956 in Melbourne. In der Mannschaftsverfolgung wurde Neuseeland mit Warwick Dalton, Donald Eagle, Bruce Kent und Neil Ritchie auf dem 5. Rang klassiert. Bei den Commonwealth Games 1954 wurde er Fünfter in der Einerverfolgung und Zwölfter im Zeitfahren.